# Kamil Piroš
Kamil Piroš, född 20 november 1978 i Most, är en tjeckisk ishockeyspelare som för närvarande spelar för HC Litvínov i Extraliga.
Han har tidigare spelat i HC Litvínov samt HC Vítkovice i Tjeckien. Spelade i Nordamerika mellan 2001 och 2004 och gjorde då 28 matcher i NHL med Atlanta Thrashers och Florida Panthers. Spelade med Chicago Wolves samt San Antonio Rampage i AHL där han totalt gjorde 179 matcher med 105 poäng. Flyttade sedan vidare till Ryssland för spel med Chimik Voskresensk och Neftechimik Nizjnekamsk detta var mellan 2004 och 2006. Efter två år i Ryssland valde sedan Piroš att prova på spel i Schweiz med EV Zug där han spelade en säsong med 44 matcher vilket resulterade i 33 poäng. 2007 gick Europatouren vidare och nästa land var Tyskland där han gjorde två säsonger med Kölner Haie tillsammans med bland annat Daniel Rudslätt. Det blev 93 matcher (60 poäng), Våren 2009 valde tjecken att bryta kontraktet med Kölner Haie och gick istället till Svenska HV71 där han spelade 8 grundseriematcher samt 18 slutspelsmacther vilket resulterade i SM-Silver. HV71 valde att inte förlänga utan Piroš gick då istället till finska Ässät där han gjorde 22 matcher innan han bröt kontraktet och avslutade säsongen med Timrå IK. Inför säsongen 2011 skrev Piroš åter på för de regerande mästarna HV71, ett kontrakt på två säsonger.

## Klubbar
- 1996-1998 HC Litvínov
- 1998 HC Vítkovice
- 1999-2001 HC Litvínov
- 2001-2004 Atlanta Thrashers
- 2001-2004 Chicago Wolves
- 2004 Florida Panthers
- 2004 San Antonio Rampage
- 2004-2005 Chimik Voskresensk
- 2005-2006 Neftechimik Nizjnekamsk
- 2006-2007 EV Zug
- 2007-2009 Kölner Haie
- 2009 HV71
- 2009 Ässät
- 2009-2010 Timrå IK
- 2010-2012 HV71
- 2012 Avtomobilist Jekaterinburg
- 2012- HC Litvínov

## Meriter
- SM-silver 2009 med HV71